# Mycoplasma genitalium
Espèce
Mycoplasma genitalium est un mycoplasme endoparasitaire des cellules épithéliales du tractus urogénital humain, agent infectieux pathogène pour l'être humain, responsable d’urétrites et d'autres infections sexuellement transmissibles, éventuellement en association avec un autre mycoplasme.

## Description
Mycoplasma genitalium est une espèce de bactéries parasites décrite en 1983. C'est une bactérie de très petite taille, à très petit génome et dépourvue de paroi cellulaire rigide, mais dotée d'une extrémité spécialisée dans l’adhérence physique aux cellules hôtes (cette pointe est appelée « tip » dans le jargon laborantin). Une étude américaine sur l’adhésion et sa colonisation sur les cellules hôtes a identifié la glyceraldehyde-3-phosphate dehy-drogenase (GAPDH) comme son adhésine. Elle vit sur les cellules ciliées de l'épithélium du tractus urogénital des primates (dont l'humain) et dans les voies respiratoires. M. genitalium est la plus petite bactérie vivante connue et la seconde plus petite bactérie connue depuis la découverte de Candidatus Carsonella ruddii. Jusqu'au séquençage de Nanoarchaeum equitans en 2003, M. genitalium était considérée comme étant l'organisme avec le plus petit génome (à part les virus).
Des co-infections sont possibles avec d'autres mycoplasmes ou avec d'autres pathogènes. Le nombre de bactéries par millilitre d'échantillon est très variable : dans une étude tunisienne ayant porté sur 20 malades parmi 186 ayant consulté pour urétrites, les quantités de bactéries trouvées variaient de 4 × 104 à 2 × 108 bactéries/ml dans les échantillons analysés.

## Maladie émergente
Il pourrait s'agir d'un agent de maladies émergentes parce qu'elle n'a été découverte qu'en 1980 dans l’urètre de deux patients masculins présentant une urétrite non gonococcique (UNG) aiguë et peu après, recherchée et trouvée chez les femmes. Le nombre d'infections semble fortement et rapidement augmenter, comme pour celles, préoccupantes, induites par Chlamydia trachomatis est également un critère. D'autres IST sont en pleine expansion, probablement en raison de la mondialisation des échanges.
On ne sait identifier cette espèce que depuis sa découverte en 1980. La symptomatologie des maladies induites par la bactérie n'étant pas spécifique, on ignore donc sa prévalence antérieurement aux études récentes ;
- Elle est restée longtemps mal connue en raison d'une mise en culture lente et difficile (sur substrat acellulaire et un peu moins plutôt[pas clair] sur culture de cellules, à entretenir durant 3 semaines à plusieurs mois) - l'importance d'un éventuel portage asymptomatique et les seuils de pathogénicité pour l'homme et la femme sont inconnus, à différents âges de la vie et si des souches plus ou moins pathogènes existent ;
- Mais l'intérêt scientifique et du Génie génétique pour cette espèce en a fait une vedette en raison de son génome qui est l'un des plus petits et légers connus (580 kb), ce qui aide les chercheurs à identifier les gènes indispensables à la vie bactérienne.

## Maladies induites
La bactérie M. genitalium  (plus souvent que Ureaplasma spp.) induit des maladies différentes chez l'homme et la femme :
Chez l'homme
- des Urétrites non gonococciques (UNG) aiguës et chroniques, avec éventuellement ;
- Épididymite[9] ;
- Prostatite, éventuellement chronique[10] ;
- Infertilité ;
- Infection de spermatozoïdes.

Elle a été démontrée in vitro avec observation au microscope de fixation de M genitalium (par la pointe de la bactérie semble-t-il, selon la microscopie à rayons x sur la tête, la pièce intermédiaire et la queue des spermatozoïdes mis en présence de la bactérie.
On observe généralement une immobilisation du spermatozoïde quand plusieurs bactéries y adhèrent, mais certains spermatozoïdes restent mobiles et se montrent capables d'ainsi transporter M.genitalium (dans ce cas, les mycoplasmes sont plutôt fixés à la pièce intermédiaire ou dans la région du cou et parfois, M.genitalium a été vu sur la tête, mais non sur la queue du spermatozoïde)
- Arthrite réactionnelle

Chez la femme
- infections bactériennes du vagin (soupçonnées, mais plus souvent dues à M. hominis et M. Ureaplasma spp.
- Urétrites[12]
- Cervicites[13]
- Endométrite[14]
- Salpingites[15]

grossesse et accouchement
- Chorioamniotitis (suspecté, M. Ureaplasma étant plutôt ou plus souvent en cause) ;
- Post-partum fever (suspecté, M. Ureaplasma étant plutôt ou plus souvent en cause) ;
- Stillbirth, prematurity, lowbirth weight (suspecté, M. Ureaplasma étant plutôt ou plus souvent en cause).

infections néonatales
- Lowbirth weight (suspecté, M. Ureaplasma étant plutôt ou plus souvent en cause) ;
- RTI, CNS, bacteriemia (suspecté, M. Ureaplasma étant plutôt ou plus souvent en cause) ;
- Chronic lung disease (suspecté, M. Ureaplasma étant plutôt ou plus souvent en cause).

La bactérie peut être trouvée chez des porteurs sains ou asymptomatiques, mais elle est présente plus souvent (et en plus grande quantité) chez les personnes atteintes d'urétrites non gonococciques, surtout quand elles sont aigües. Cette bactérie répond au postulat de Koch

## Diagnostic
La bactérie peut être recherchée dans différents types de prélèvements (endocol, prél. per-cœlio, urètre, urines, sperme, anus). Sa culture est cependant longue et difficile. Le diagnostic se fait par la PCR classique, avec différentes cibles possibles (ARNr 16S, gène de l’adhésine MgPa…).
Il n'y a pas de test de sérodiagnostic commercialisé et la sérologie (dans ses formes les plus sophistiquées) ne joue un rôle que dans les études épidémiologiques, mais n'a pas de valeur dans le diagnostic.

## Prévalence
Les études récentes de prévalence indiquent de 7 à 38 % de porteuses chez les femmes consultant dans un centre de MST, mais ce chiffre pourrait sous-estimer la réalité, faute de contrôle des personnes asymptomatiques.
- Pour les cervicites : Mycoplasma genitalium était le seul mycoplasme urogénital impliqué chez 50 femmes parmi 719 (soit 7 %) ayant consulté dans un centre de prévention et soin des MST[17],[2]. Le risque de cervicite était 3,3 fois plus élevé avec Mycoplasma genitalium que sans[n 1],[2].
- Pour les endométrites, salpingites et infertilité, peu d'études sont disponibles, mais :
  - 9 patientes victimes d'endométrites sur 58 (soit 16 %) étaient porteuses de Mycoplasma genitalium[18],[2] ;
  - études sérologiques chez femmes avec salpingites ;
  - preuves indirectes d'infertilité.

Une infection au VIH augmente la prévalence du Mycoplasma Genitalium.

## Traitement médical
La prise en charge de l'infection a fait l'objet de la publication de recommandation (médecine)s européennes en 2016.
L'UNG est traitée par antibiothérapie :
- doxycycline (7 jours) ;
- azithromycine (1 g DU) ;
- moxifloxacine (400 mg/j durant 10 jours, sont recommandés en raison de risque d'apparition d'antibiorésistance, seulement en cas de traitement clinique non efficace).

Des échecs documentés existent pour les antibiotiques suivants :
- des tétracyclines (7♂/7, 8/13, 10/16, 2/35) ;
- l'azithromycine : 3/35, 9/32 échecs avec 1 g DU mais 0/6 avec azithromycine / 5 j ;
- la lévofloxacine (FQ) / 14 j, 6 échecs sur 12 ;
- la moxifloxacine(FQ) / 10 j, 0 échec sur 9.

Ces résistances tendent à augmenter notamment en France.

## Usage en génie génétique
De tous les organismes vivants, Mycoplasma genitalium possède le plus petit génome capable d'être cultivé en laboratoire. Séquencée en 1995, elle présente un génome de 580 kpb pour 517 gènes répertoriés (480 gènes codant des protéines et 37 gènes codant des ARN). C'est à partir de M. genitalium qu'a été fabriquée, en 2007, Mycoplasma laboratorium, une bactérie construite autour d'un chromosome de synthèse.[réf. souhaitée]

## Questions en suspens
Les questions suivantes restent en suspens :
- quelle est l'importance du portage asymptomatique dans le monde, selon l'âge ?
- quel est le seuil de pathogénicité ?
- y a-t-il un risque d'infertilité comme séquelle chez l'homme ou la femme (la bactérie a été trouvée dans l'endomètre[14], et une seule fois dans les trompes de fallope[15] et les études sérologiques indiquent une forte association entre une infection passée par M. genitalium et le risque d'infertilité à cause de problèmes de trompes[24]) ?
- y a-t-il transmission mère-enfant et infections néonatales ? L'infection augmente-t-elle les risques de pathologies telles qu'épididymite et la prostatite ? (car la bactérie a aussi été trouvée dans ces organes) ;
- quel est le mécanisme des arthrites réactionnelles ?
- quel est le traitement optimal (molécule(s), durée, posologie) ?
- quand commencer un traitement ? Question compliquée du fait du peu de tests diagnostiques commercialement disponibles. Les médecins sont souvent poussés à décider d’un traitement en se basant sur les symptômes plutôt qu’un test diagnostique clinique[25].